# The Subtle Knife
| Pumnalul Tăinuit       |                            |
| Informații generale    |                            |
| Subiect                | filozofie religie fizică   |
| Gen                    | fantasy                    |
| Editură                | Scholastic Point           |
| Ilustrator             | Philip Pullman David Scutt |
| Data primei apariții   | 1995                       |
| OCLC                   | 222703966                  |
| Ediția în limba română |                            |
| Traducător             | Ada Oprea Irina Pachitanu  |

Pumnalul Tăinuit (The Subtle Knife)

## Rezumat
Curajoasa Lyra se trezește într-o lume nouă, nesigură, bântuită de Spectre care se hrănesc cu suflete. Zeci de îngeri își află zborul în înaltul cerului din Cittàgazze. Dar fata nu e singură în aventura ei: îl întâlnește pe Will Parry, un băiat de doisprezece ani devenit fugar după ce a omorât un bărbat care intrase în casa lui. Cei doi se duc în lumea lui Will, unde ea găsește o doamnă învățată (dr. Malone) care are un computer care funcționează asemenea aletiometrului. Fata dorește s-o ajute să continue cercetările. Aeronautul Lee Scoresby caută mai multe informații despre un anume Grumman și intră în contact cu un om care îl denunță Bisericii. Ruta Skadi urmează niște îngeri cu care trece prin mai multe lumi până ajung la locul 
Lordul Asriel își construiește fortăreața. Lyra se întoarce la laboratorul dnei Malone unde o așteptau niște polițiști ce se aflau în căutarea lui Will. Ea reușește să fugă și este ajutată de un domn în vârstă să ajungă la locul unde se afla fereastra spre Cittagazze. Lyra descoperă că aletiometrul îi fusese furat de către sir Charles. Împreună cu Will merg la acesta acasă, iar el le promite că le dă aletiometrul în schimbul unui pumnal din Cittagazze. Copiii se întorc și se urcă într-un turn, unde în urmă unei lupte Will își pierde două degete și devine purtătorul pumnalului. Doamna Coulter vine în lumea lui sir Charles și află de cele întâmplate cu fiica sa. Will reușește cu ajutorul pumnalului să creeze ferestre spre lumea sa și după multă strădanie reușește să recupereze aletiometrul. Lee Scoresby reușește să-l găsească pe Grumman(acesta este tatăl lui Will și este șaman). Împreună pleacă într-o călătorie pentru a o ajuta pe Lyra. Lyra și Will se află în pericol, deoarece alți copii vor să-i omoare pentru că au pumnalul. Cei doi se apără cu greu, el neputându-și utiliza mână de la care i-au fost retezate două degete și având dureri. Din fericire, apar Serafina Pekkala și vrăjitoarele care o însoțesc și-i salvează. Cu toții își dau seama că pumnalul ține la distanță Spectrele. Sir Charles îi propune dr. Malone să se asocieze, însă ea refuză. Cu ajutorul computerului reușește să ia legătură cu Praful și acesta îi cere să distrugă echipamentul. Ea așa și face. Ruta vine în Cittagazze și le povestește Lyrei și vrăjitoarelor că lordul Asriel se pregătește pentru o luptă împotriva Autorității. Lee Scoresby și Grumman sunt urmăriți de oamenii bisericii și după o luptă, numai Grumman rămâne în viață, aeronatul și daimonul său murind fericiți că au putut-o ajuta pe Lyra. Doamna Coulter îl otrăvește pe Sir Charles după ce află adevărul despre pumnal și despre faptul că acesta reprezintă ultimul element necesar pentru războiul pe care Asriel îl va provoca. Grumman ajunge la Will și-i spune că va trebui să ajungă la lord cu pumnalul, apoi după ce-și dau seama că sunt tată și fiu, bătrânul moare omorât de o vrăjitoare. Aceasta este ucisă de Will, apoi vin niște îngeri care vor să-l ducă la Asriel. Băiatul descoperă că celelalte vrăjitoare au fost atacate de Spectre, că Lyra a dispărut fără a-și lua aletiometrul.
1. 1 2  Internet Speculative Fiction Database, accesat în 12 mai 2025